# 绥滨西林场
绥滨西林场是位于中华人民共和国黑龙江省鹤岗市绥滨县的一个类似乡级单位。
2020年代初，绥滨县境内有九个乡镇、三个宝泉岭管理局管理的国有农场，以及四个类似乡级单位，绥滨西林场就是其中之一。

## 行政区划
国家统计局网站，绥滨西林场下辖以下地区：
绥滨县西林场虚拟生活区。